# Cremastus stenotus
Cremastus stenotus là một loài tò vò trong họ Ichneumonidae.